# Munchkin (kortspil)
Munchkin er et kortspil fra Steve Jackson Games, skrevet af Steve Jackson og illustreret af John Kovalic, som er et humoristisk bud på bordrollespil, ved at være baseret på munchkins (umodne rollespillere, som kun spiller for at "vinde" ved at have den stærkest mulige karakter).
Munchkin vandt i 2001 Origins Award for Best Traditional Card Game, og er selv et spin-off fra The Munchkin's Guide to Powergaming, en humoristisk spilbog, der også vandt i 2000.
Efter successen med det originale Munchkin-spil, er der blevet udgivet adskillige udvidelsespakker og efterfølgere med bestemte temaer.
Spillet er tilgængeligt på 15 forskellige sprog og Munchkin stod for mere end 70 % af salget i Steve Jackson Games i 2007. Det fås dog ikke på dansk.

## Overordnet spilform
Formålet med spillet er at nå niveau 10. Alle starter på niveau 1, og man stiger et niveau når man besejrer et monster. Spillet går på tur, og spillerne skiftes til at undersøge fiktive rum, som kan indeholde monstre, forbandelser, skatte eller andre ting (konceptet går igen uanset version, og man kan blande versioner - med besynderlige men fuldt spilbare resultater til følge). Overvinder man monsteret, vinder man som regel en eller flere skatte, som kan forbedre eller forandre ens figur. Dette grund-scenarie går igen i alle varianterne af Munchkin, om end i forskellige opsætninger.
I praksis består spillet kun af kort, som så indeholder instruktioner og forklaringer (alt sammen på engelsk). Eksempelvis kan man møde en "Shrieking Geek" (en "skrigende nørd"), med en vis kampstyrke som man så skal overgå. Ens egen figur har også en vis kampstyrke, og den kan man forøge ved at samle diverse skatte op, samt ved at bruge de kort man har på hånden. Eksempelvis kan man få rustninger, støvler, napalmstave, flere arme, ridedyr osv., og man kan samle sig en reserve af magiske hjælpemidler, så som fordobling, tilkaldelse af tordenvejr, sure sokker eller murstensvægge, eller en drik der giver idiotisk (men stort) mod.
Konsekvenserne ved at vinde eller tabe er beskrevet på det kort man bekæmper. Tilsvarende med forbandelser, hvor man eksempelvis kan blive ramt af "Lose Your Headgear" (man mister hvad man end har på hovedet), eller blive ramt af en sprogforbandelse som medfører at man skal tale med en dårlig britisk accent i de næste to runder af spillet.
Man kan dertil blande sig i andre kampe - positivt eller negativt, eksempelvis ved at forstærke monsterets styrke, hjælpe spilleren eller kaste forbandelser, og spillet lægger op til at man på forskellig vis handler med hinanden, generer hinanden eller ligefrem slår hinanden ihjel (hvorved spillerens "lig" plyndres af de andre spillere, og den "døde" blot starter forfra på level 1).
Selve spillet er et rent kortspil, men der fås forskelligt tilbehør, heriblandt en spilplade, level-tællere, en stof-and m.v..

## Versioner
De forskellige versioner af Munchkin udspiller sig i parodier på forskellige kendte rollespilsmiljøer. Versionerne er lavet så de med små modifikationer kan spilles sammen. Et komplet dæk kort (eksklusive Clerical Errata som ikke længere kan fås) indeholder 1952 kort.
| Navn                                   | Type                                     | Antal Kort | Miljø            | Beskrivelse |
| -------------------------------------- | ---------------------------------------- | ---------- | ---------------- | --- |
| Munchkin                               | Originalen                               | 166        | Fantasy          | Parodi på alle Dungeons & Dragons-lignende rollespil og anden fantasy. Spillets racer er Dwarf (dværge), Elf (elver) og Halfling (hobbit) og klasserne er Cleric (præst), Thief (tyv), Warrior (kriger) og Wizard (troldmand). |
| Munchkin 2 - Unnatural Axe             | Udvidelsespakke till Munchkin            | 110        | Fantasy          | Ekstra kort, inklusive den nye race Orc (ork). |
| Munchkin 3 - Clerical Errors           | Udvidelsespakke til Munchkin             | 110        | Fantasy          | Ekstra kort, inklusive den nye race 'Gnome' og den nye klasse 'Bard'. |
| Munchkin 3.5 - Clerical Errata         | Udvidelsespakke till Munchkin            | 56         | Fantasy          | Bygger på et fejltryk af Clerical Errors hvor mange kort fik en forkert bagside. Medfølgende regler forklarer hvordan man udnytter dem. Kun 1.200 sæt blev udsendt, således at fejltrykket kunne køre rundt økonomisk. |
| Munchkin 4 - Need for Steed            | Udvidelsespakke til Munchkin             | 112        | Fantasy          | Nu findes der ridedyr som alle klasser kan ride omkring på. Dyrene er drage, tiger, jættegorilla, kylling eller Big Joe (som også fungerer som en lejesoldat). |
| Star Munchkin                          | Fristående opfølger                      | 166        | Science fiction  | Munckin i rummet, med parodier på klassiske science fiction-film. Hver spiller kan have et 'Sidekick' som kan hjælpe til under og efter en kamp. Alle våben som slutter på "-aser" ('Laser', 'Raser', 'Shmaser' etc.) kan bygges sammet til et våben. Spillets racer er 'Cyborg', 'Feline' og 'Mutant' og klasserne er 'Bounty Hunter', 'Gadgeteer', 'Psychic' og 'Trader'.                                              |
| Star Munchkin 2 - The Clown Wars       | Udvidelsespakke til Star Munchkin        | 110        | Science fiction  | Ekstra kort inklusive den nye race 'Bug' og den nye klasse 'Space Ranger'. Et ny sorts kort, 'Rooms', findes som beskriver rummet man gået in i. |
| Munchkin Fu                            | Fristående opfølger                      | 166        | Hong Kong-action | Munchkin som parodierer kung fu-film. I stedet for racer har karaktererne en kampstil, klasserne er 'Monk', 'Ninja', 'Samurai' og 'Yakuza'. |
| Munchkin Fu 2 - Monkey Business        | Udvidelsespakke til Munchkin Fu          | 110        | Hong Kong-action | Ekstra kort. |
| Munchkin Bites!                        | Fristående opfølger                      | 168        | Gyser            | Munchkin i World of Dorkness (jævnfør World of Darkness) som parodierer gyserkultur. Udspiller sig i en ældre, gotisk miljø, som passer med fantasymiljøet i Munchkins. Spillets racer er Changeling (skiftning eller hamskifter), Vampire (vampyr) og Werewolf (varulv). Hver karakter kan desuden have magiske kræfter (powers) hvis samlede værdi (de varierer fra 1-3) højest er lige så højt som karakterens level. |
| Munchkin Bites! 2 - Pants Macabre      | Udvidelsespakke til Munchkin Bites!      | 110        | Gyser            | Udspiller sig i en moderne miljø. Ekstra kort inklusive den nye race Mummy (mumie). |
| Super Munchkin                         | Fristående opfølger                      | 166        | Superhelte       | Munchkin for superhelte og superskurke. Spillets klasser er Mutant, Exotic, Mystic og Techno. Hver karakter kan desuden have superkræfter (powers) hvis totale værdi (de varierer fra 1-3) højest er lig med karakterens level. |
| Super Munchkin 2: The Narrow S Cape    | Udvidelsespakke til Super Munchkin       | 112        | Superhelt        | Ekstra kort inklusive en ny klasse the Brain. |
| Munchkin Impossible                    | Fristående opfølger                      | 168        | Spiontema        | Munchkin Impossible (jf. Mission Impossible) parodierer spion- og agentfilm. Nogle karakterer man kan være er Playboy, Turist og lejemorder. |
| Munchkin Cthulhu                       | Fristående opfølger                      | 168        | Gysertema        | Parodi på H.P. Lovecrafts gyserberetning om Cthulhu og særligt rollespillet Call of Cthulhu. Fire nye klasser: cultist, monster whacker, investigator eller professor. |
| Munchkin Cthulhu 2 - Call of Cowthulhu | Fristående opfølger til Munchkin Cthulhu | 56         | Gysertema        | Ekstra kort. Udspiller sig i en landbrugsmiljø. En variant af forbandelser med visse fordele (Madness). |
| The Good, the Bad, and the Munchkin    | Fristående opfølger                      | 168        | Westerntema      | Parodi på historie om Det Vilde Vesten. |
| Munchkin Blender                       | Komplement til samtlige dele             | 110        | -                | Kort med formålet at forbedre spillet, når du blander forskellige versioner af Munchkin. |
| Munchkin Booty                         | Fristående opfølger                      | 168        | Pirat            | Parodi på pirat- og sørøverfilm. |
| Munchkin Booty 2                       | Udvidelsespakke til Munchkin Booty       | 112        | Pirat            | Ekstrakort til Munchkin Booty, gør din besætning endnu større eller udbytter dit skib |
| Munchkin Dice                          | Komplement til samtlige dele             | 14         | -                | Seks styks tisidede terninger at anvende som level-beregnere til alle versioner af Munchkin. Der følger med en tabel og kortfattede regler som lader spilleren slå sin terning før at eventuel få ekstra gode kort. 14 ekstrakort. |

Desuden er der blevet udgivet nogle bøger til Munchkin-udgaven med d20-systemet:
- Munchkin Player's Handbook
- Munchkin Master's Guide
- Munchkin Monster Manual
- Munchkin Master's Screen
- Munchkin Monster Manual 2.5
- Star Munchkin Roleplaying Game